# 马可可
马可可（Makoko）是尼日利亚拉各斯的水上棚户区，位于第三大陆桥下。马可可河汊纵横，有“非洲威尼斯”的美誉。这里约有85840人；但2007年人口普查并未覆盖此地区，据估算实际人口数也比这个数字要高。

## 历史
马可可于19世纪形成定居点，大部分建筑为建立在拉各斯泻湖上的高脚楼。其对岸是伊瓦亚和欧可巴巴。2012年7月，拉各斯政府下令72小时内拆毁靠近伊瓦亚水岸一侧的几十座高脚楼，导致近3000人无家可归。两个月之后，一家名为城市空间进化（Urban Spaces Innovation）的机构为马可可制定了与学者、非营利组织、国际顾问公司等共存的重建计划，并于2014年元月向拉各斯城市环境规划局提交了此计划。

## 图集

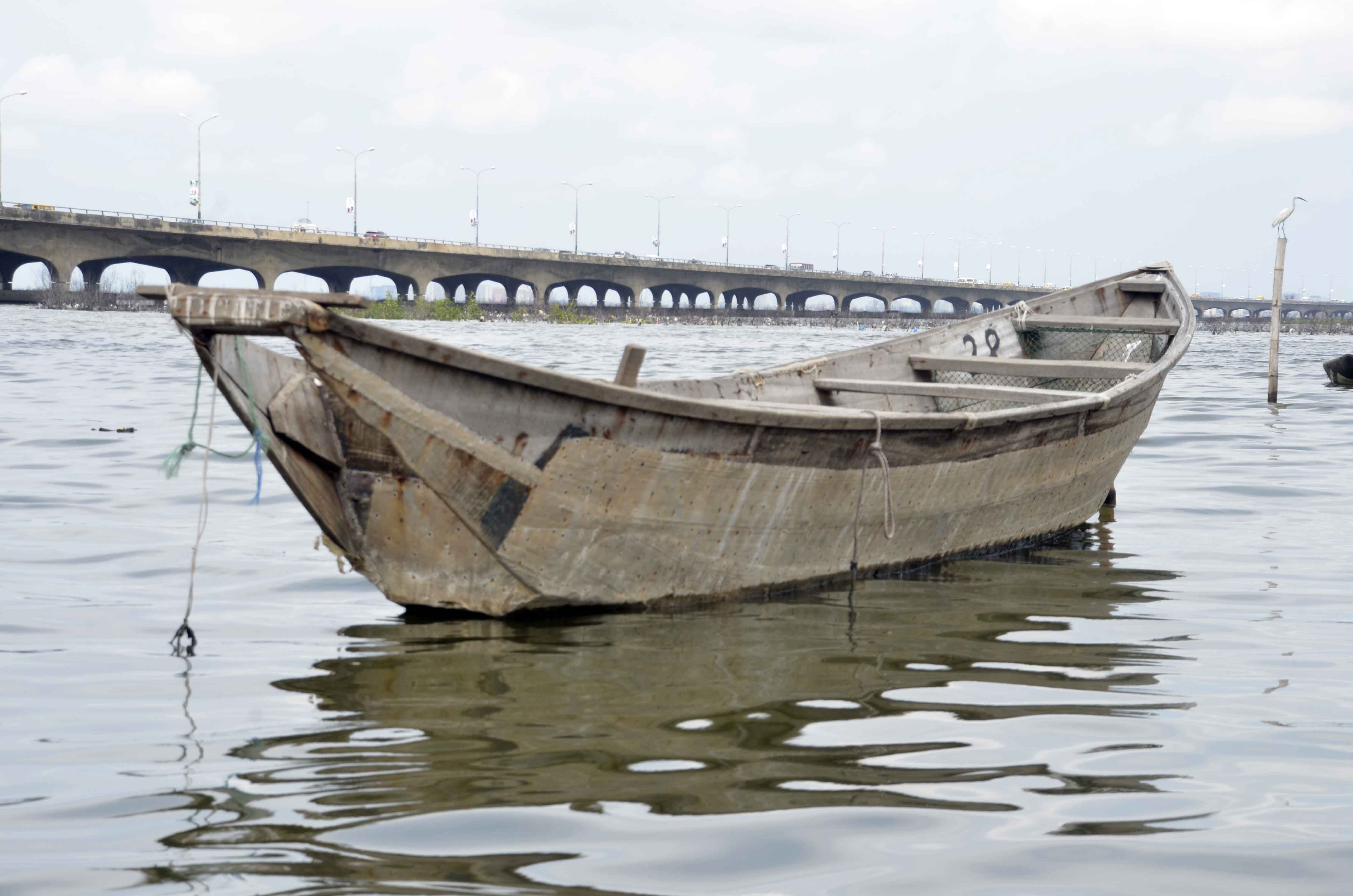
一艘停泊在水上的渔船
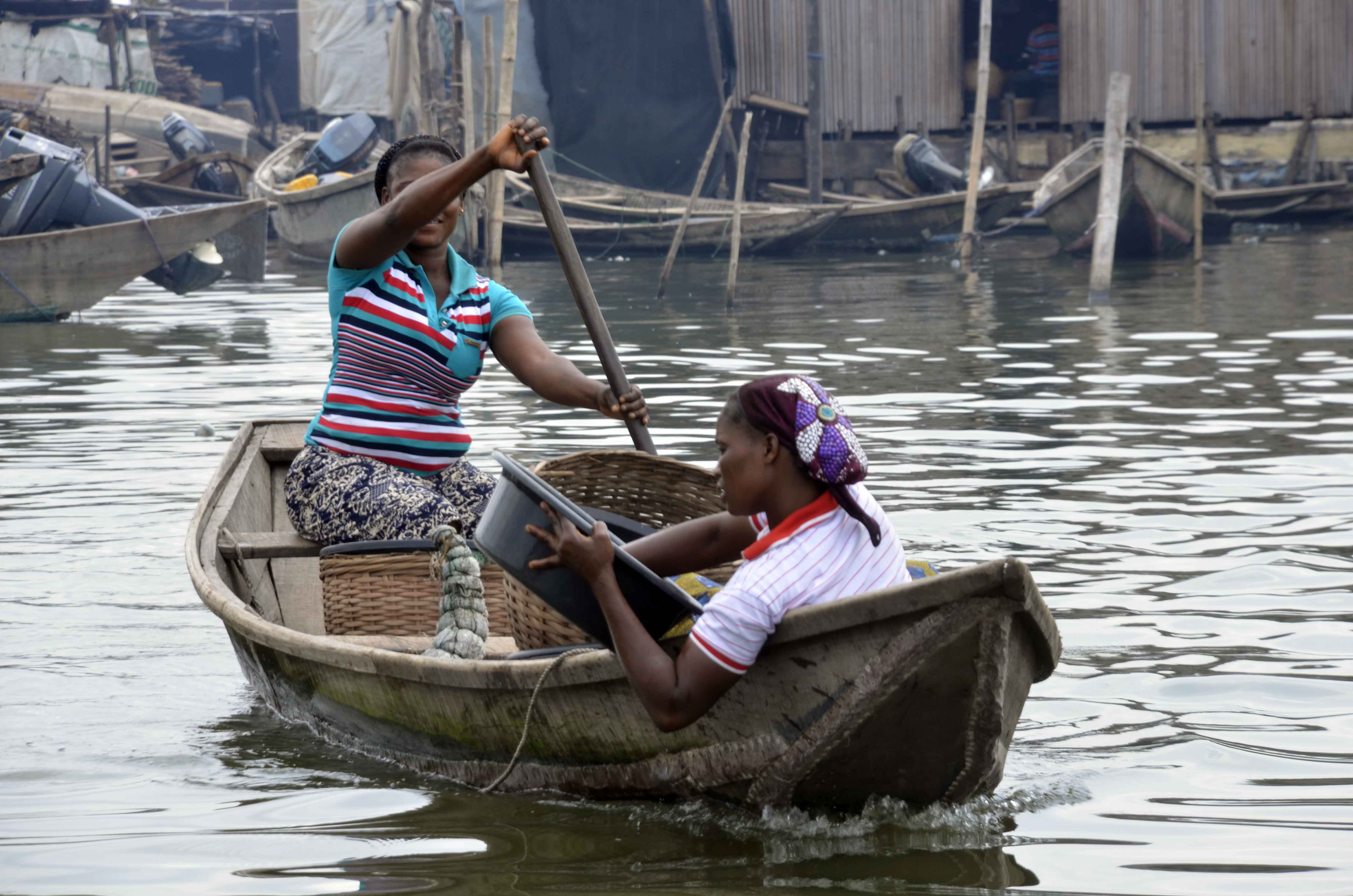
两位女性渔民正在捕鱼
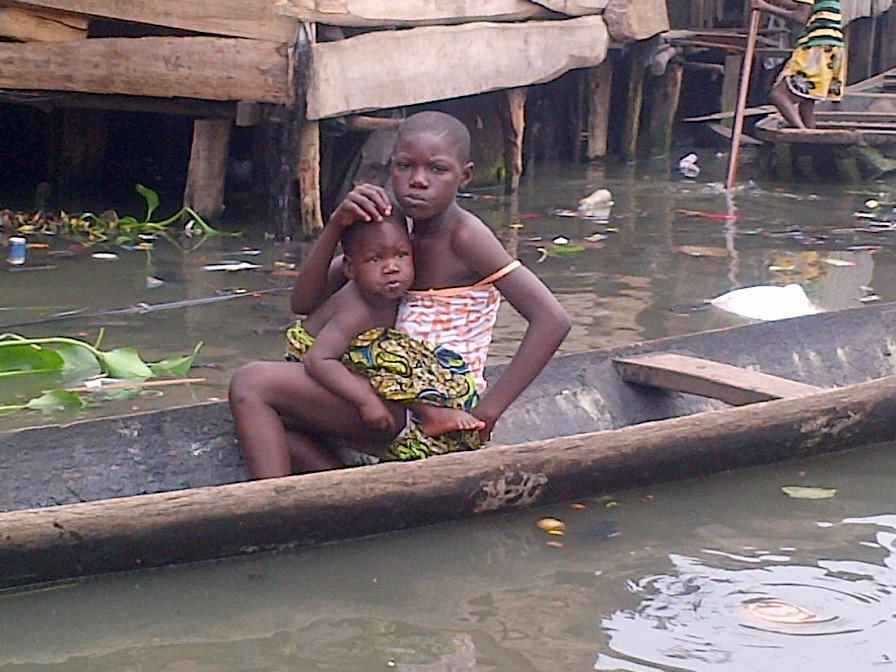
一对小女孩坐在小舟上
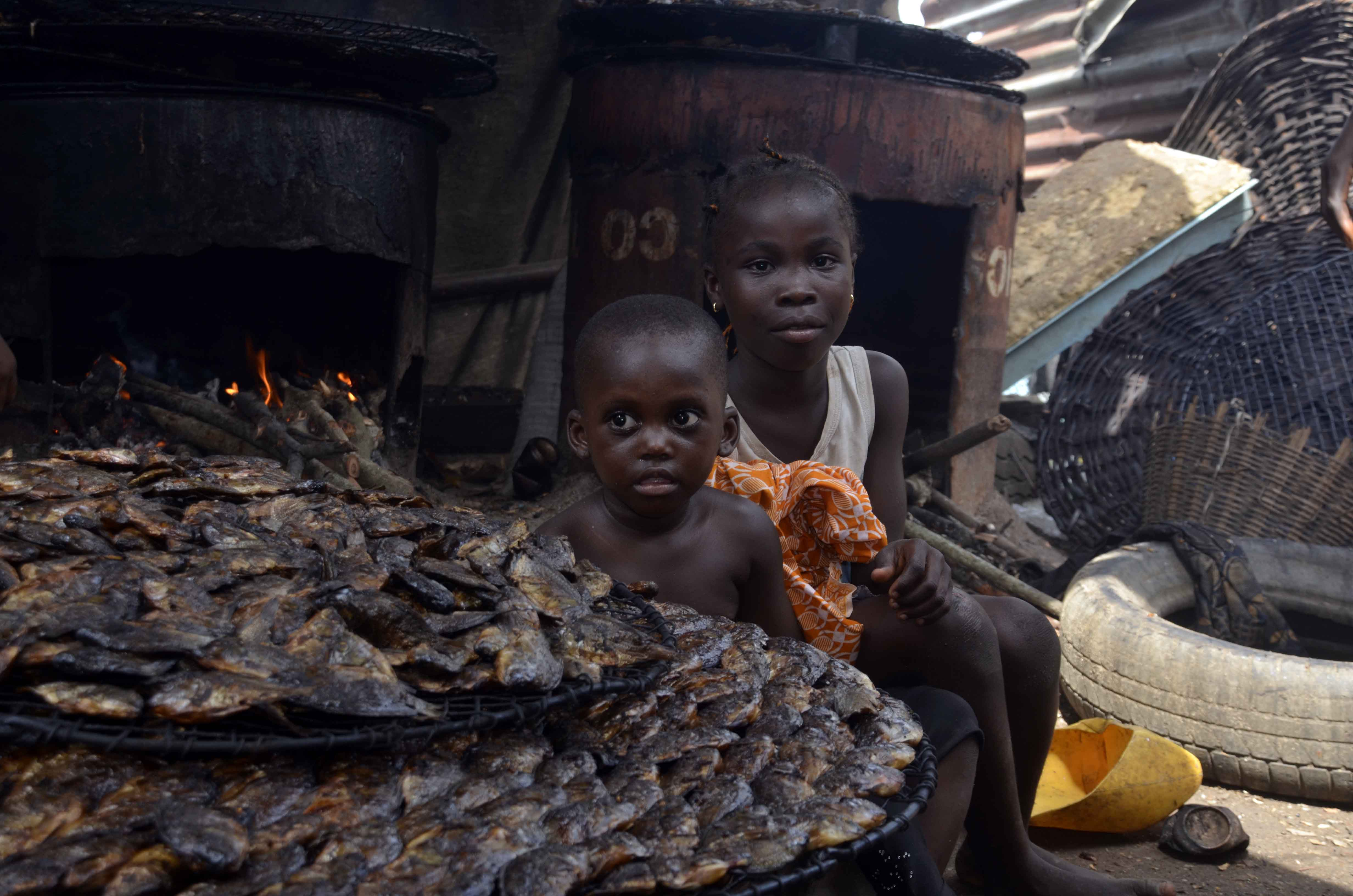
一对母子在烤鱼
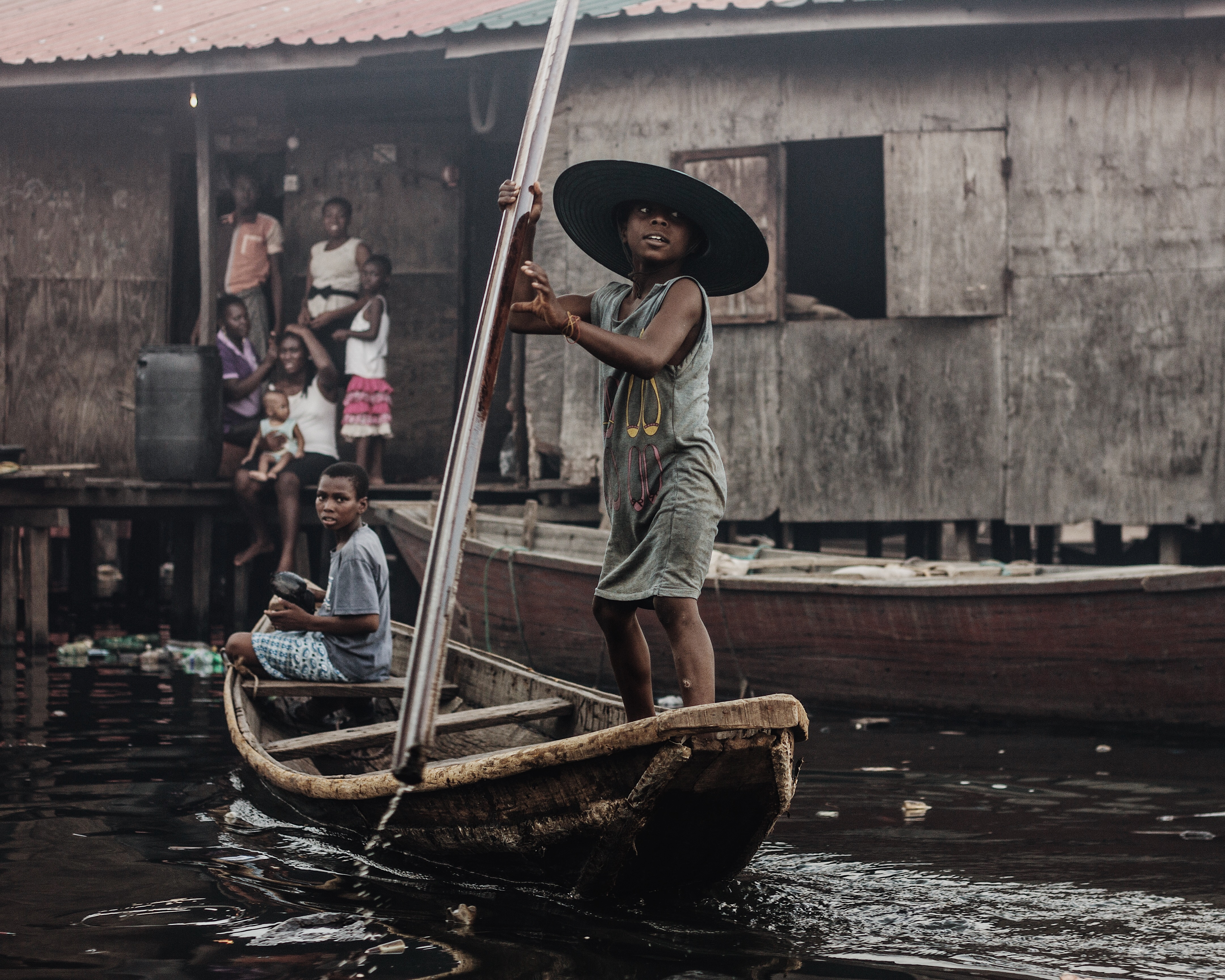
独特的地理特点使舟楫成了穿梭马可可的主要交通方式
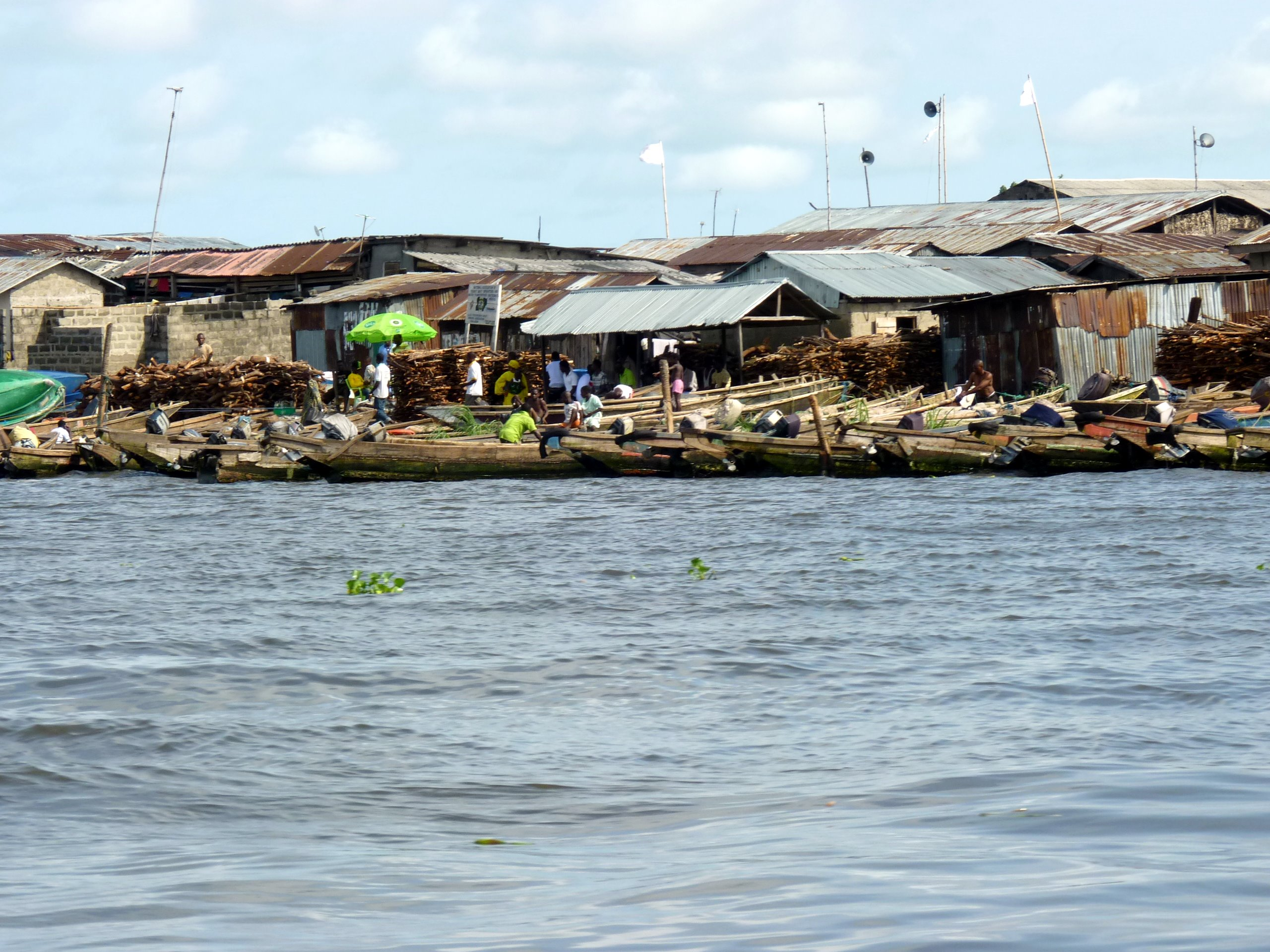
马可可远景，摄于2010年